# Palaeoepeirotypus
Genre
Palaeoepeirotypus est un genre fossile d'araignées aranéomorphes de la famille des Theridiosomatidae.

## Distribution
Les espèces de ce genre ont été découvertes dans de l'ambre de la République dominicaine. Elles datent du Néogène.

## Liste des espèces
Selon The World Spider Catalog 15.5 :
- †Palaeoepeirotypus iuvenis Wunderlich, 1988
- †Palaeoepeirotypus iuvenoides Wunderlich, 1988

## Publication originale
- (en) Jörg Wunderlich, Die fossilen Spinnen im dominikanischen Bernstein. Beiträge zur Araneologie, vol. 2, p. 1–378., 1988.